# Holographic Versatile Disc
Holographic Versatile Disc – technologia nośników optycznych nowej generacji, mogąca teoretycznie pomieścić do 6 TB danych na płycie.

Struktura płyty HVD
1. Zielony laser zapisu/odczytu (532nm)
2. Czerwony laser pozycjonujący/adresujący (650nm)
3. Hologram niosący informację
4. Warstwa poliwęglanowa
5. Warstwa fotopolimerowa (z danymi)
6. Warstwy dystansujące
7. Warstwa dichroiczna
8. Aluminiowa warstwa odbijająca
9. Podłoże przezroczyste
P. Pit

Nośniki te pozwalają na zapis danych w przestrzeni trójwymiarowej dysku o średnicy 10 lub 12 cm. W napędach stosuje się dwa rodzaje laserów: zielony o mocy wyjściowej 1 W oraz czerwony.

## Historia
W latach 80. firma IBM zaczęła interesować się wykorzystaniem holografii do przechowywania danych, tworząc urządzenia zdolne do zapisu holograficznego, lecz zajmowały one znaczną powierzchnię i wymagały laserów dużej mocy. Ponadto prace nad nośnikami holograficznymi rozpoczął rosyjski ośrodek badawczy, jednak problemy technologiczne nie pozwoliły na opracowanie wygodnych systemów do przechowywania danych na nośnikach optycznych. Dopiero 16 września 2004 roku na konferencji COST Action P8 firma Optware przedstawiła nośniki do zapisu holograficznego oraz moduł głowicy zapisu/odczytu tego nośnika. Obecnie holografią zajęła się organizacja o nazwie HSD Forum, skupiająca firmy zainteresowane HVD.